# Finsthwaite
Finsthwaite is een dorp in het Engelse graafschap Cumbria. Het maakt deel uit van de civil parish Colton. Het heeft een kerk uit 1873/74, die een vermelding heeft op de Britse monumentenlijst.